# Rock ’n’ Roll Children
A Rock 'n' Roll Children az amerikai Dio heavy metal zenekar hatodik kislemeze. Az Egyesült Államokban a 26. helyig jutott, akárcsak az Egyesült Királyságban.

## Rock 'n' roll tündérmese
A Rock 'n' Roll Children tipikus Dio-dal: fantasztikus elemekkel tarkított rock 'n' roll. Egy fiúról és egy lányról szól, akik egyedül maradnak a sötétben. A dal szorosan kapcsolódik az azonos albumon szereplő Sacred Hearthoz. Ez utóbbiban egy küldetés kerül bemutatásra: meg kell találni a vérző "szent szívet" (sacred heart).
A dal videóklipjébe belekerültek a Sacred Heart részletei is. A két gyerek a Ronnie James Dio által alakított mágus boltjában találja magát. Egy szekrénybe bújnak, majd eltűnnek. A varázsló rémálomba illő világába jutnak, egymástól távol. A világ ellenséges a rock 'n' roll gyermekei számára, mivel azok nem hagyják magukat alávetni a szabályainak. Végül egymásra találnak, és a varázsló játéka véget ér.